# Liste der Biografien/Baus
Liste der Biografien |
Portal Biografien |
Personensuche
# |
A |
B |
C |
D |
E |
F |
G |
H |
I |
J |
K |
L |
M |
N |
O |
P |
Q |
R |
S |
T |
U |
V |
W |
X |
Y |
Z |
?
 
Ba |
Be |
Bd |
Bg |
Bh |
Bi |
Bj |
Bl |
Bm |
Bn |
Bo |
Br |
Bs |
Bu |
Bw |
By |
Bz
 
Baa |
Bab |
Bac |
Bad |
Bae |
Baf |
Bag |
Bah |
Bai |
Baj |
Bak |
Bal |
Bam |
Ban |
Bao |
Bap |
Baq |
Bar |
Bas |
Bat |
Bau |
Bav |
Baw |
Bax–Baz
 
Baub |
Bauc |
Baud |
Baue |
Bauf |
Baug |
Bauh |
Bauk |
Baul |
Baum |
Baun |
Baup |
Bauq |
Baur |
Baus |
Baut |
Bauv |
Bauw |
Baux |
Bauy |
Bauz
Die Liste der Biografien führt alle Personen auf, die in der deutschsprachigen Wikipedia einen Artikel haben. Dieses ist eine Teilliste mit 118 Einträgen von Personen, deren Namen mit den Buchstaben „Baus“ beginnt.

## Baus
- Baus, Georg (1889–1971), deutscher Maler und Grafiker
- Baus, Heinz Georg (1934–2016), deutscher Unternehmer
- Baus, Karl (1904–1994), deutscher Kirchenhistoriker und Patrologe
- Baus, Peter (* 1949), deutscher Künstler
- Baus, Susanne (1965–2013), deutsch-österreichische evangelische Geistliche, Militärseelsorgerin
- Baus, Ursula (* 1959), deutsche Fachpublizistin und Architekturkritikerin
- Baus, Valentin (* 1995), deutscher Para-Tischtennisspieler
- Baus, Willy (1909–1985), Schweizer Grafiker, Schriftkünstler, Buchgestalter und Bildhauer

### Bausa
- Bausa (* 1989), deutscher MusikerBausa (* 1989)

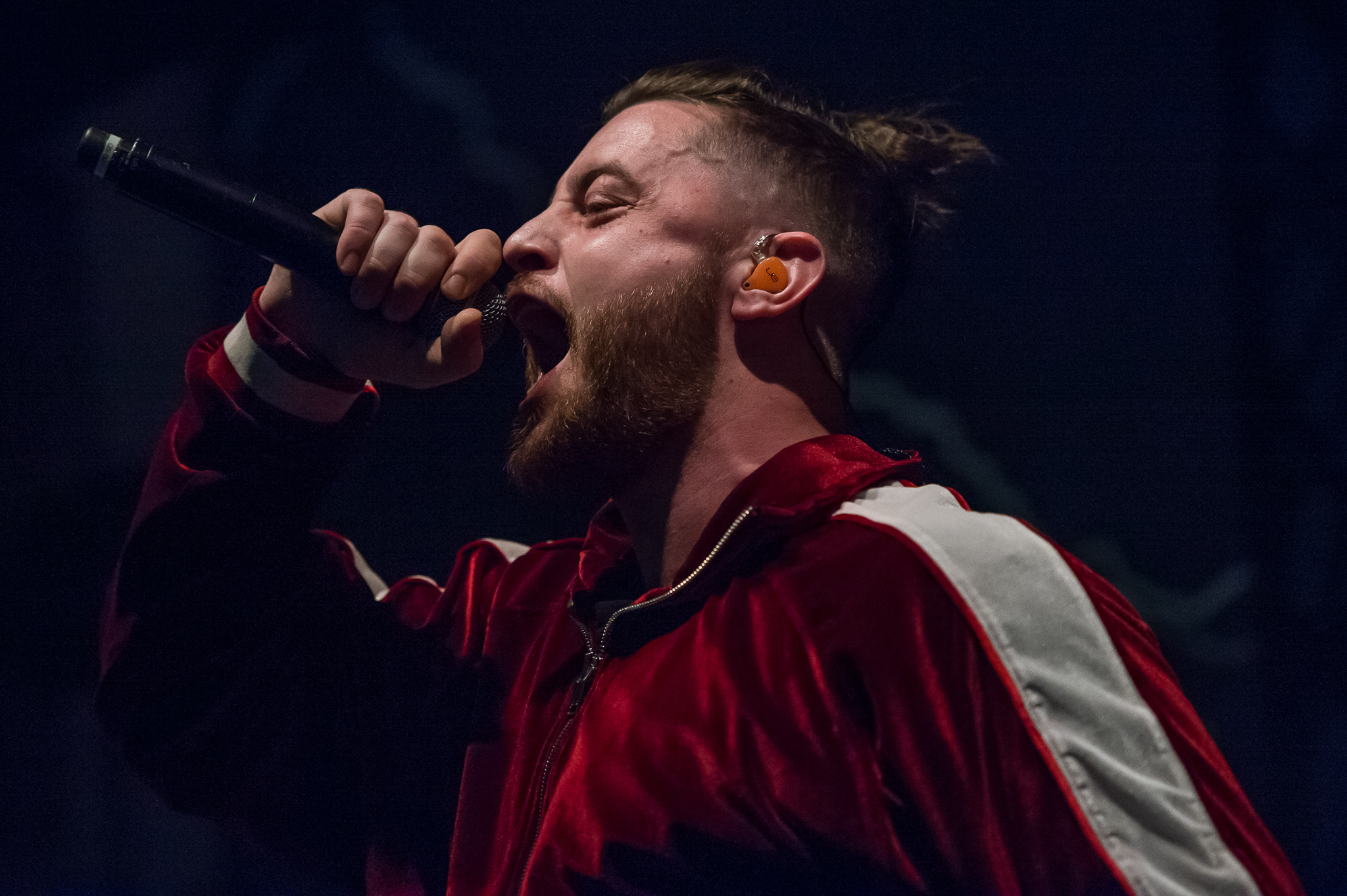
Bausa (* 1989)

- Bausa, Agostino (1821–1899), italienischer Geistlicher, Erzbischof von Florenz und Kardinal
- Bausager, Lene, dänische Filmproduzentin
- Bausager, Per (* 1956), dänischer Radrennfahrer
- Bausan, Giovanni (1757–1825), Marineoffizier und Politiker des Königreiches Neapel
- Bausani, Alessandro (1921–1988), italienischer Philologe
- Bausardo, Giuseppe (* 1951), römisch-katholischer Bischof, Apostolischer Vikar von Alexandria in Ägypten

### Bausb
- Bausback, Ferdinand (1884–1948), deutscher Bankier, Medienmanager und Verleger
- Bausback, Friedrich (1811–1836), deutscher Schriftsteller und römisch-katholischer Geistlicher
- Bausback, Johann Georg (1780–1851), deutscher Jurist
- Bausback, Winfried (* 1965), deutscher Hochschullehrer und Politiker (CSU), MdLWinfried Bausback (* 1965)

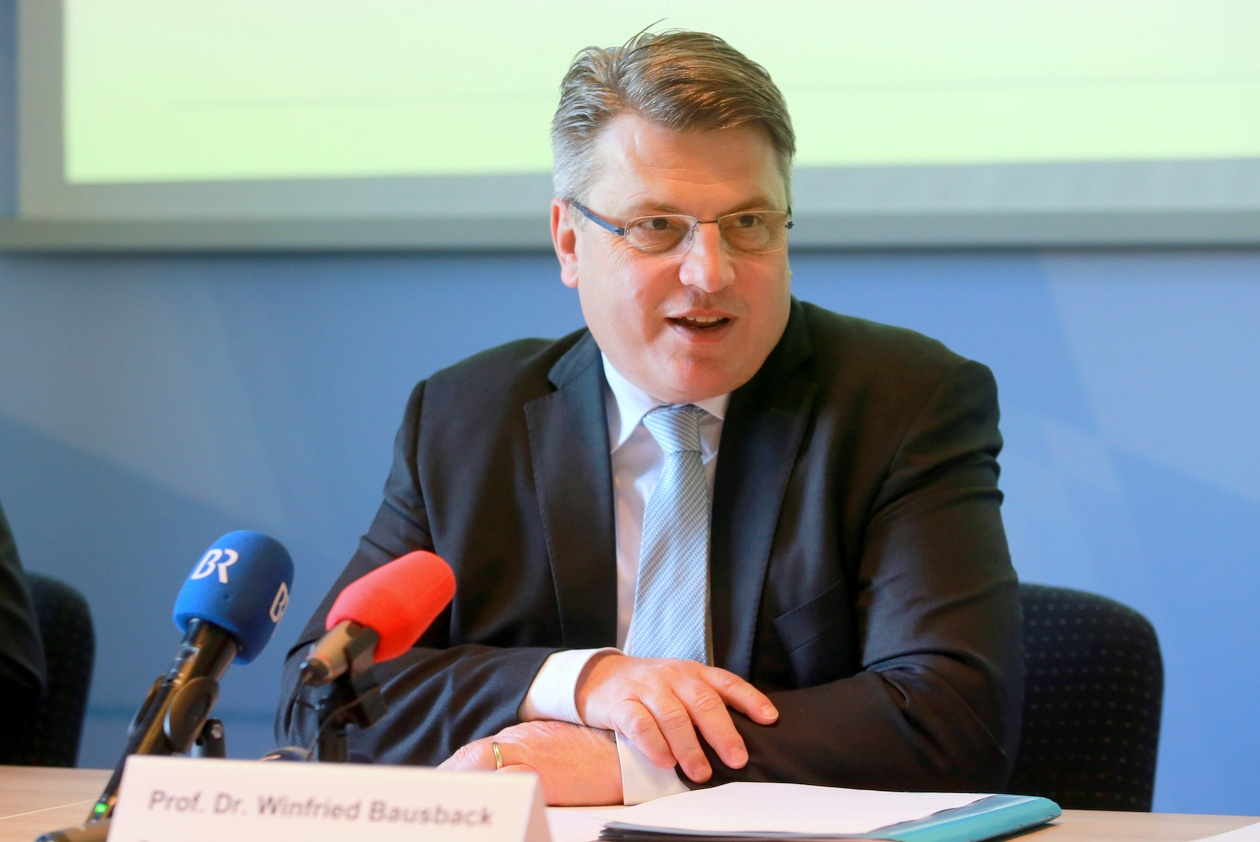
Winfried Bausback (* 1965)

### Bausc
- Bausch, Andreas, deutscher Wirtschaftswissenschaftler und Hochschullehrer
- Bausch, Andreas (* 1966), deutscher Maler
- Bausch, Andy (* 1959), luxemburgischer Filmregisseur
- Bausch, Anton (1890–1940), deutscher Politiker (Zentrumspartei) und Landesökonomierat
- Bausch, August (1818–1909), deutscher Historien-, Genre- und Porträtmaler der Düsseldorfer Schule
- Bausch, Bernd M. (1900–1965), deutscher Schauspieler und Hörspielsprecher
- Bausch, Burkard (* 1656), fränkischer Benediktinermönch und Chronist
- Bausch, Carl (1812–1879), deutscher Brauer
- Bausch, Christian (1933–2014), schwedischer Diplomat, Botschafter in Ecuador und Jordanien
- Bausch, Conrad Heinrich (1814–1894), hessischer Politiker (Deutsche Fortschrittspartei) und Abgeordneter
- Bausch, Dotsie (* 1973), US-amerikanische Radrennfahrerin
- Bausch, François (* 1956), luxemburgischer Politiker, Mitglied der Abgeordnetenkammer
- Bausch, Gusty (* 1980), luxemburgischer Cyclocross- und Straßenradrennfahrer
- Bausch, Hans (1921–1991), deutscher Journalist, Intendant des Süddeutschen Rundfunks (1958–1989), Politiker (CDU), MdL
- Bausch, Hans Albert (1895–1967), deutscher Lebensmittelchemiker und Hochschullehrer
- Bausch, Heinz (1899–1974), deutscher KPD-Funktionär und politischer Häftling im KZ Buchenwald
- Bausch, James (1906–1974), US-amerikanischer Leichtathlet und Footballspieler
- Bausch, Joe (* 1953), deutscher Arzt, Autor, Schauspieler und HörbuchsprecherJoe Bausch (* 1953)

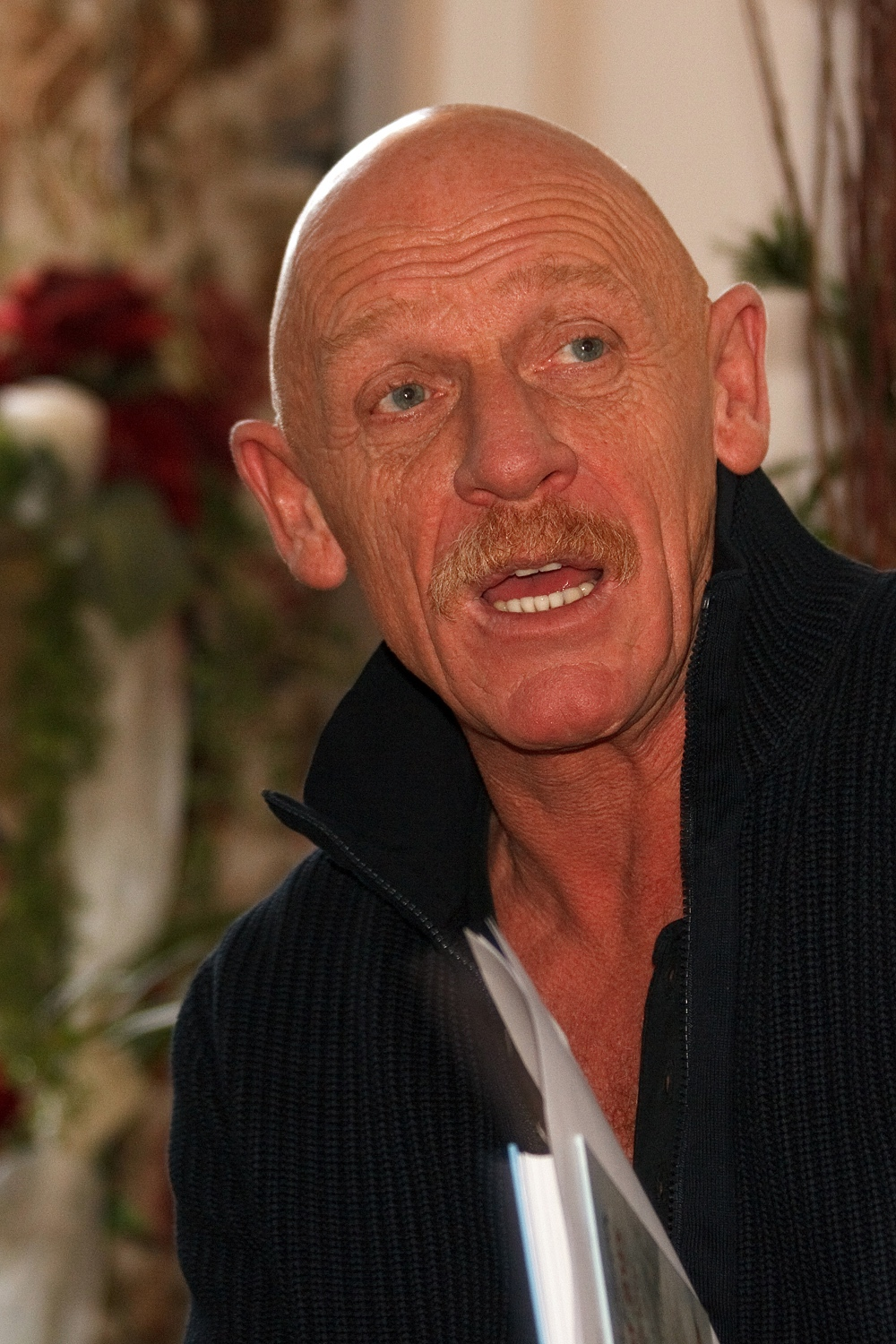
Joe Bausch (* 1953)

- Bausch, Johann (1788–1856), nassauischer Politiker
- Bausch, Johann Jakob (1830–1926), deutsch-amerikanischer Optiker
- Bausch, Johann Lorenz (1605–1665), deutscher Mediziner
- Bausch, Johann Wilhelm (1774–1840), deutscher Geistlicher und römisch-katholischer Bischof von Limburg (1834–1840)
- Bausch, Jörg (* 1973), deutscher Schlagersänger, -texter und -komponist
- Bausch, Karl-Richard (1939–2022), deutscher Sprachwissenschaftler
- Bausch, Ludwig senior (1805–1871), deutscher Geigenbauer und Bogenmacher
- Bausch, Maximilian (* 1832), deutscher Polizeibeamter und Autor
- Bausch, Norbert (* 1946), luxemburgischer Fußballspieler
- Bausch, Paul (1895–1981), deutscher Politiker (CSVD, CDU), MdL, MdR, MdB
- Bausch, Pina (1940–2009), deutsche Tänzerin, Choreografin, Tanzpädagogin und Ballettdirektorin
- Bausch, Richard (1869–1947), deutscher Unternehmer
- Bausch, Roman (* 1982), deutscher Angestellter und Politiker (AfD), MdL Hessen
- Bausch, Theodor (1849–1925), deutscher Bildhauer und Hochschullehrer
- Bausch, Udo (* 1956), deutscher Politiker (parteilos)
- Bausch, Ulrich (* 1959), deutscher Sozialwissenschaftler
- Bausch, Viktor (1860–1923), deutscher General der Infanterie
- Bausch, Viktor (1898–1983), deutscher Unternehmer der Papierindustrie
- Bausch, Wilhelm von (1804–1873), deutscher Politiker und Oberamtmann
- Bausch-Polak, Betty (1919–2024), niederländische Holocaust-Überlebende und Zeitzeugin
- Bauschenberger, Roland Otto (* 1989), österreichischer Kabarettist
- Bauscher, August (1848–1917), deutscher Porzellanfabrikant
- Bauscher, Conrad (1853–1910), deutscher Porzellanfabrikant
- Bauschert, Heiner (1928–1986), deutscher Holzschneider
- Bauschinger, Johann (1834–1893), deutscher Mathematiker, Ingenieur und Werkstoffwissenschaftler, Hochschullehrer an der Technischen Hochschule München
- Bauschinger, Julius (1860–1934), deutscher Astronom
- Bauschinger, Sigrid (* 1934), deutsche Hochschullehrerin, Germanistin und Judaistin
- Bauschke, Bernd (1889–1973), deutscher Maler und Grafiker
- Bauschke, Erhard (1912–1945), deutscher Musiker (Klarinette, Altsaxophon) und Leiter eines Tanzorchesters
- Bauschke, Melanie (* 1988), deutsche Leichtathletin
- Bauschke, Moritz (1809–1851), deutscher Schriftsteller, Verleger, Buchhändler und Publizist
- Bauschke, Tobias (* 1987), deutscher Historiker (FDP), MdA
- Bauschke-Hartung, Ricarda (* 1966), deutsche Germanistin
- Bauschulte, Friedrich W. (1923–2003), deutscher Schauspieler und Synchronsprecher
- Bauschulte, Hedwig (1908–1977), deutsche Leichtathletin

### Bause
- Bause, Arndt (1936–2003), deutscher Komponist
- Bause, Benito (* 1991), deutscher Schauspieler
- Bause, Friederike Charlotte (1766–1785), deutsche Pianistin und Glasharmonika-Spielerin
- Bause, Friedrich von (1789–1867), braunschweigischer Generalleutnant und Generaladjutant
- Bause, Inka (* 1968), deutsche Schlagersängerin, Moderatorin und SchauspielerinInka Bause (* 1968)

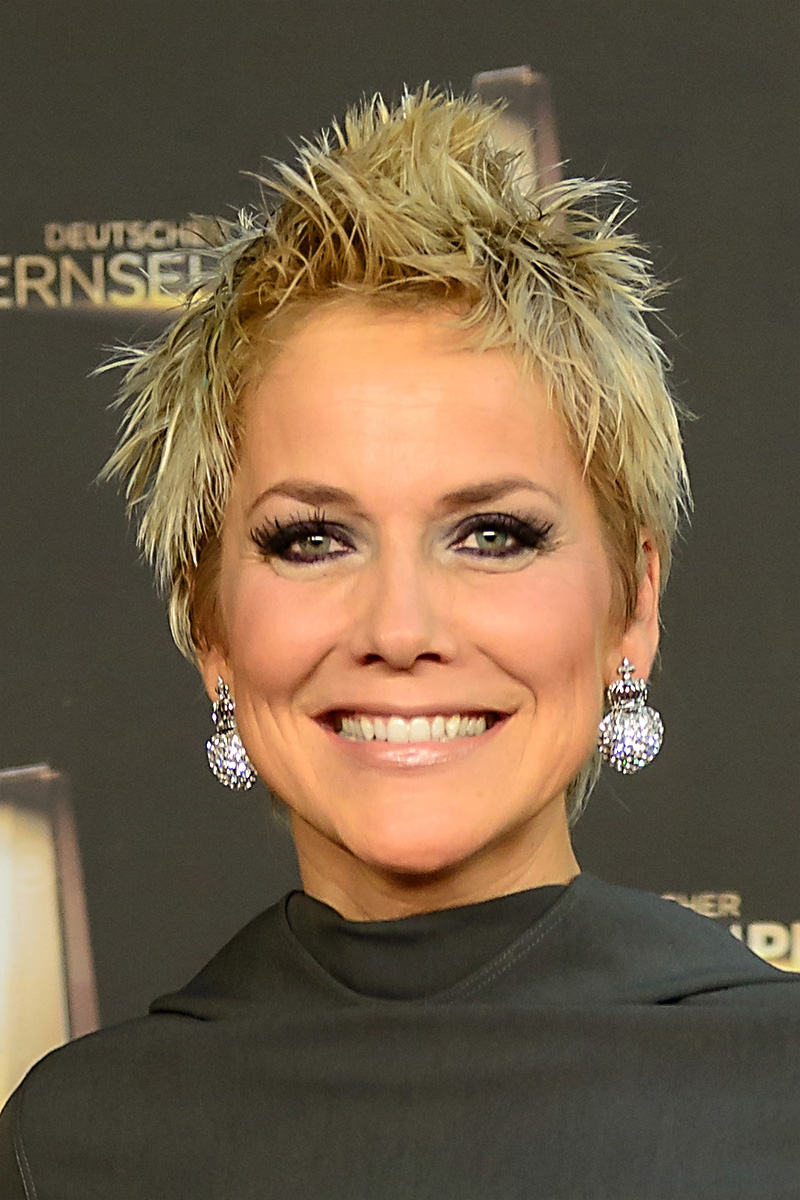
Inka Bause (* 1968)

- Bause, Johann Friedrich (1738–1814), deutscher Kupferstecher
- Bause, Juliane Wilhelmine (1768–1837), deutsche Malerin und Kupferstecherin
- Bause, Jürgen (* 1950), deutscher Journalist
- Bause, Margarete (* 1959), deutsche Politikerin (Grüne), MdL
- Bause, Peter (* 1941), deutscher Schauspieler und Hörspielsprecher
- Bause, Theodor Grigorjewitsch (1752–1812), deutsch-russischer Jurist und Hochschullehrer
- Bausemer, Arno (* 1982), deutscher Politiker (AfD), Mitglied des Europäischen Parlaments
- Bauseneick, Anna (* 1991), deutsche Politikerin (CDU)
- Bausenhart, Guido (* 1952), deutscher katholischer Theologe
- Bausenhart, Walter (1907–1994), deutscher Verwaltungsjurist und Ministerialdirigent
- Bausenwein, Ingeborg (1920–2008), deutsche Leichtathletin und Ärztin
- Bausenwein, Julius (1913–1962), deutscher Bildhauer
- Bausenwein, Lauris (* 2005), deutscher Fußballspieler
- Bausenwein, Victor (1859–1928), österreichischer Theaterdirektor und Opernsänger
- Bauser, Adolf (1880–1948), deutscher Lehrer und Politiker (VRP, CDU), MdR, MdL
- Bauser, Elisabeth (1934–1996), deutsche Physikerin und Kristallforscherin
- Bauser, Heinrich (1858–1942), deutscher Bildhauer
- Bauser, Johann (1827–1899), Bürgermeister und Kassier der Sparkasse in Neustadt im Schwarzwald
- Bauser, Jörg (1928–2017), deutscher Jurist
- Bauser, Robert (1908–2001), deutscher Politiker (KPD)
- Bauser, Thomas (* 1965), deutscher Jazzmusiker (Orgel)
- Bausert, Roland (* 1942), deutscher Schlagersänger
- Bausewein, Andreas (* 1973), deutscher Politiker (SPD), MdL und Oberbürgermeister von ErfurtAndreas Bausewein (* 1973)

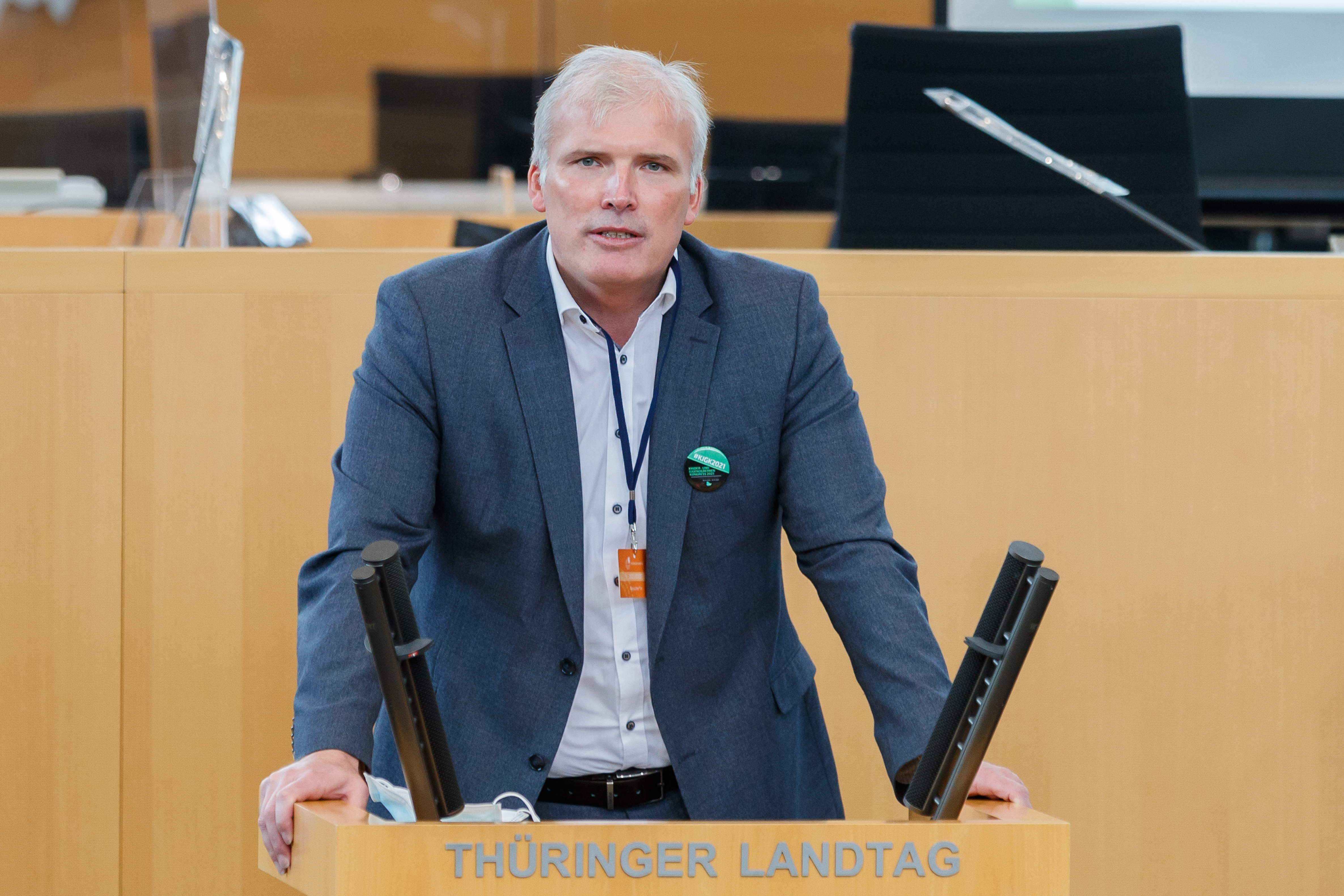
Andreas Bausewein (* 1973)

- Bausewein, Claudia (* 1965), deutsche Palliativmedizinerin
- Bausewein, Kaspar (1838–1903), deutscher Opernsänger (Bass)

### Bausi
- Bausinger, Brigitte (* 1938), deutsche Philologin und Autorin
- Bausinger, Hermann (1926–2021), deutscher Kulturwissenschaftler und GermanistHermann Bausinger (1926–2021)

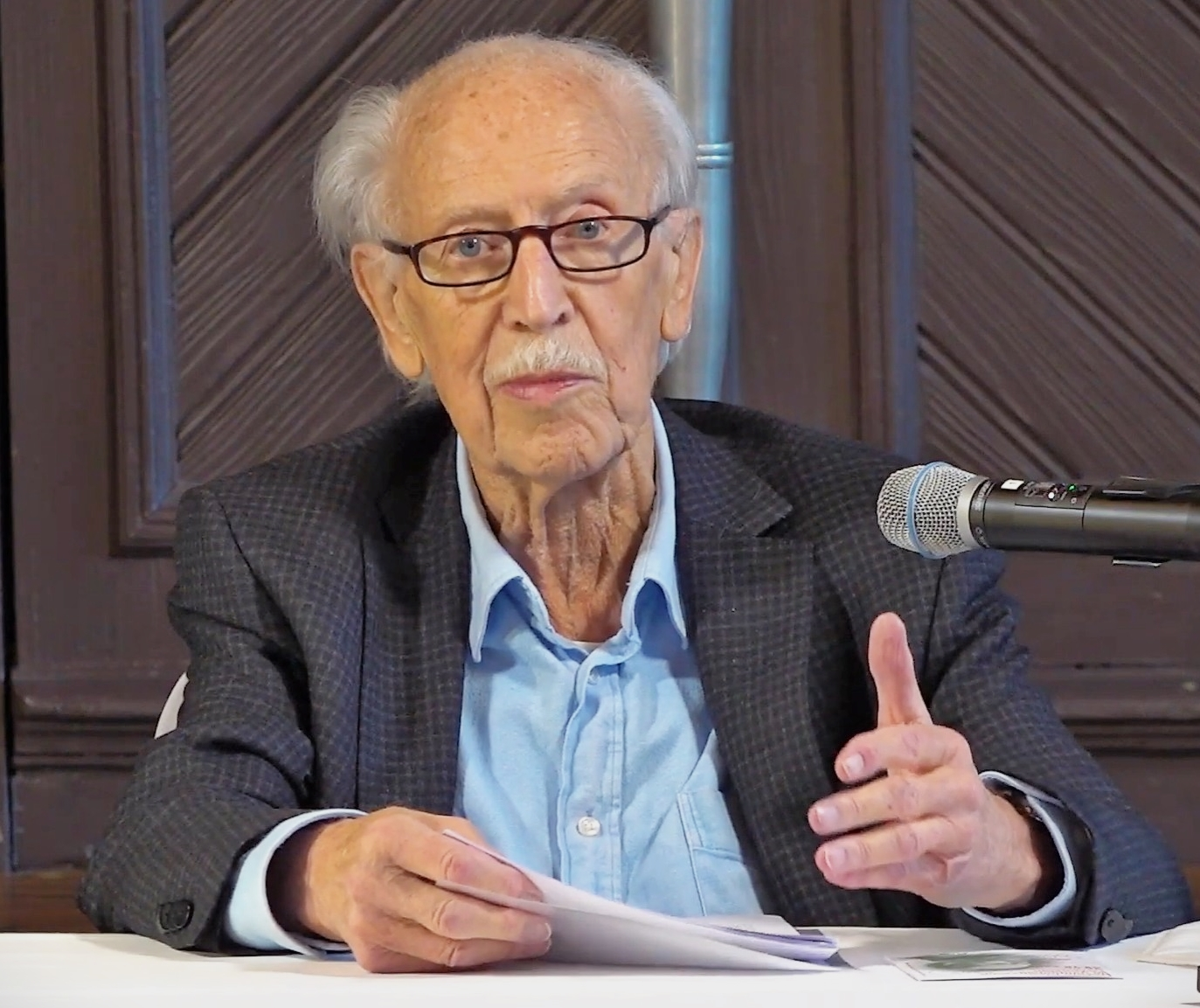
Hermann Bausinger (1926–2021)

- Bausinger, Leopold (1899–1973), deutscher Kommunalpolitiker und Landrat des Rheingaukreises

### Bausn
- Bausner, Bartholomäus (1629–1682), evangelischer Theologe und Philosoph

### Bauss
- Baussart, Élie (1887–1965), belgischer Publizist, Politiker und Schriftsteller
- Bausset, Olivier (* 1982), französischer Segler
- Bausset-Roquefort, Emmanuel-François de (1731–1802), französischer römisch-katholischer Bischof von Fréjus
- Bausset-Roquefort, Louis-François de (1748–1824), französischer Geistlicher, Kardinal der Römischen Kirche
- Baußnern, Waldemar von (1866–1931), deutscher Komponist und Musikpädagoge

### Baust
- Baust, Fritz (1912–1982), deutscher Maler und Grafiker
- Baust, Peter (1893–1954), deutscher Tenor
- Baust, Thomas (* 1956), deutscher Musikwissenschaftler, Hörfunkredakteur und Musikproduzent
- Baustädt, Alexander (1828–1905), deutscher Verwaltungsjurist und Konsistorialpräsident
- Baustian, Gerhard (1927–1988), deutscher Generalmajor der Nationalen Volksarmee

### Bausz
- Bausznern, Dietrich von (1928–1980), deutscher Komponist und Hochschullehrer
- Bauszus, Hans (1871–1955), deutscher Offizier und SS-Führer